# Rafa Dias
Rafael Dias Machado, mais conhecido como Rafa Dias (Florianópolis, 21 de janeiro de 1986), é um empresário brasileiro. É o cofundador da Dia Estúdio, uma empresa que gerencia canais no YouTube, geralmente é mencionada como a "MTV da internet".

## Biografia e carreira
Rafa Dias começou a demonstrar pelo audiovisual aos 15 anos, ao produzir seu primeiro filme que posteriormente foi selecionado para o Festival de Cinema de Gramado. Ele fez faculdade de cinema e audiovisual no George Brown College, no Canadá,  e após terminar o curso superior no país, mudou-se de volta para o Brasil e dirigiu programas na MTV e também trabalhou no Multishow como freelancer. Na internet, começou com o canal no YouTube "Programa de um Cara Só", e com tempo percebeu que os influenciadores que trabalhavam na plataforma geralmente não tinham uma estrutura comercial ou de produção, então ele decidiu criar uma produtora visando o então mercado de nicho.

### Dia Estúdio
Após sair da MTV, Rafa Dias usou o dinheiro da rescisão para investir na criação de cinco canais do YouTube com foco em diferentes públicos. O investimento inicial na Dia Estúdio foi de 100 mil reais, devido ao custo elevado de vida na cidade de São Paulo, a empresa começou a operar em Florianópolis.
Com Andressa Mafra, sua sócia, pré-produziu ao longo de nove meses conteúdos para esses canais, e com um pouco mais de um mês no ar, ganhou destaque no YouTube e credenciou a empresa, Dia Estúdio, como uma network, um modelo empresarial que agrupa e estrutura canais em troca de uma parte da monetização de cada um deles. O primeiro canal coproduzido foi o "Depois das Onze". A Dia Estúdio faturou 25 milhões de reais em 2020, e a previsão para 2021 foi de 45 milhões.
Até novembro de 2021 a Dia Estúdio já gerenciava 35 canais no YouTube. A Dia Estúdio também já trabalhou para Google, Nestlé, Skol, Bradesco e P&G.
Um novo estúdio da empresa de 1000 m² foi inaugurado em 5 de agosto de 2021, na Vila Madalena, São Paulo.

## DiaTV
Dia TV é um canal de televisão via streaming brasileiro operado pela Dia Estúdio. Sediada em Florianópolis.